# Solyanka
Solyanka (tiếng Nga: соля́нка, khởi nguồn селя́нка;[sɐˈlʲankə] trong tiếng Anh "Súp của người định cư") là một súp chua, đặc, cay có nguồn gốc từ Nga  phổ biến ở Nga, Ukraine, và các quốc gia khác của Liên Xô cũ cũng một số khu vực thuộc Khối phía Đông cũ. Đây là một trong những món ăn phổ biến nhất của Đông Đức cũ (tiếng Đức: Soljanka(-Suppe)). 